# Harry Kurschat
Harry Kurschat est un boxeur allemand né le 3 novembre 1930 à Berlin et mort le 21 janvier 2022.

## Carrière
Champion d'Allemagne de boxe amateur dans la catégorie des poids légers en 1953, 1954 et 1956, il remporte la médaille d'argent aux Jeux olympiques de Melbourne en 1956. Également champion d'Europe l’année précédente, il passe dans les rangs professionnels en 1958 sans toutefois remporter le moindre titre en six années d'activité.

## Parcours auxJeux olympiques
Médaille d'argent en -60 kg en 1956 à Melbourne, Australie
- Bat Celedonio Espinosa (Philippines) aux points
- Bat Zygmunt Milevski (Pologne) par KO au 3e round
- Bat Tony Byrne (Irlande) aux points
- Perd contre Richard McTaggart (Grande-Bretagne) aux points